# جوهانس كارل أندرسن
جوهانس كارل أندرسن (بالإنجليزية: Johannes Carl Andersen) هو مؤرخ وعالم نبات وأمين مكتبة نيوزيلندي، ولد في 14 مارس 1873، وتوفي في 19 يونيو 1962.